# Gherardo di Villamagna
Gherardo di Villamagna (Villamagna, 1174 circa – 1245 circa) è stato un religioso italiano del terz'ordine francescano, venerato come beato dalla Chiesa cattolica.

## Biografia

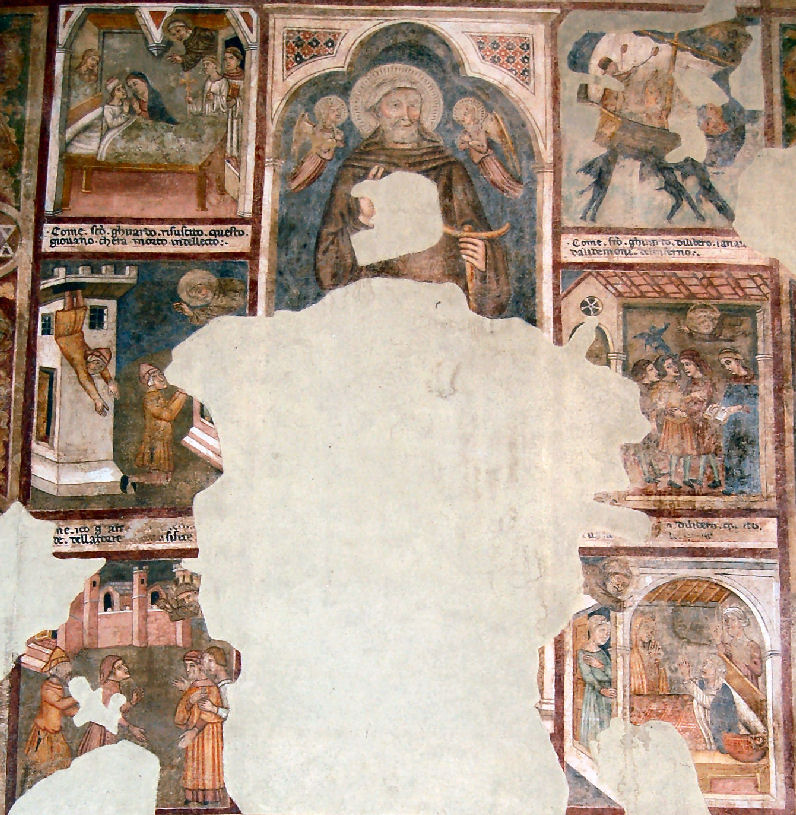
Scene della vita di San Gherardo da Villamagna (Pieve dei Santi Leonardo e Cristoforo a Monticchiello)

Gherardo nacque a Villamagna (frazione del comune di Bagno a Ripoli); figlio di contadini, rimase orfano a 12 anni. Nel 1195 partecipò alla liberazione della città di Gerusalemme come scudiero di un cavaliere dell'Ordine di San Giovanni e fu fatto prigioniero dai Turchi.
Dopo la sua liberazione visitò i Luoghi Santi e poi tornò a Firenze, dove si ritirò a Villamagna.
In seguito si imbarcò per la Siria e fu assalito dai pirati; tornò in Palestina per dedicarsi alla preghiera e all'assistenza degli ammalati. Rimase in questa terra per un periodo di sette anni, durante i quali si guadagnò la venerazione popolare poi tornò in Italia, dove conobbe Francesco d'Assisi che lo accolse come Terziario. Non è certa la sua presenza nel territorio di Cremona ma viene documentata la sua vicinanza al beato Alberto di Villa d'Ogna che visse i suoi anni nell'ordine terziario di San Domenico.
Nella località l'Incontro presso Bagno a Ripoli (vicino a Firenze) il Beato costruì un altro oratorio dedicato alla Madonna. Questo oratorio divenne poi chiesa, alla quale, nel 1700, fu annesso il convento fondato da san Leonardo da Porto Maurizio, andando a costituire la chiesa e convento di San Francesco all'Incontro.

## Culto
Il culto, iniziato subito dopo la sua morte, fu confermato da papa Gregorio XVI il 18 maggio 1833, dopo aver proseguito ininterrotto per cinque secoli.
La chiesa di Villamagna è intitolata a lui e ne conserva le reliquie.